# Dzogczen
Dzogczen (wymowa przyjęła się z brzmienia angielskiego dzogchen, a po tybetańsku brzmi dzokcien, རྫོགས་ཆེན་, Wylie: rdzogs chen, ZWPY Zogqên) – kompleksowy system nauk i praktyk dla fundamentalnego stanu, zwanego po tybetańsku rigpą (Wylie: rig pa), traktowany przez tradycję ningma buddyzmu tybetańskiego i przed-buddyjską religię bön jako „wielki szczyt” (Wylie: a ti) ścieżek do „Doskonałego Oświecenia”. „Dzogczen nie winno rozpatrywać się jako religię, i by pytać kogokolwiek by uwierzył w cokolwiek. Wręcz przeciwnie, to nakierowuje, by każdy indywidualnie widział siebie i rozpoznał swój rzeczywisty stan”.

## Etymologia
Nazwa dzogczen to skrót terminu tybetańskiego རྫོགས་པ་ཆེན་པོ་ (dzokpacienpo, Wylie: rdzogs pa chen po). Termin składa się ze słowa (w transliteracji Wyliego) „rDzogs”, które oznacza „kompletny”, „totalny”, oraz słowa „chen po”, które oznacza „wielki”. Połączenie słów tłumaczy się jako wielka kompletność. Dzogczen jest „kompletny” ze względu na to, że posiada własny pogląd i unikalną terminologię oraz praktykę przynoszącą całkowity rezultat. Jest „wielki”, ponieważ uważa się, że wszystkie „Dziewięć Pojazdów” (ścieżek, czyli jan) buddyzmu tybetańskiego i religii bön, to tylko stopnie do urzeczywistnienia jego „totalnego” znaczenia; nie są więc w żaden sposób „większe”. Dlatego dzogczen z sanskrytu nazywa się jako ati jogę (tłum. szczyt jogi), maha ati (tłum. wielki szczyt).
Poglądem w dzogczen jest pierwotna czystość (Wylie: Ka-dak) podstawy (Wylie: Gzhi) oraz spontaniczne urzeczywistnienie (Wylie: Lhun-Grub) zjawisk podstawy (Wylie: Gzhi-sNang) w sansarze (kołowrocie cierpień) lub w nirwanie (wyzwoleniu). Praktyką w dzogczen jest dogłębne „przedarcie się” (Wylie: Khregs chod) przez Umysł (Wylie: Sems), w celu odsłonięcia poglądu pierwotnej czystości (Wylie: Ka-dak), spoczywanie w tym poglądzie bez rozproszeń oraz „przekroczenie go” (Wylie: Thod rgal) w celu spontanicznego urzeczywistnienia (Wylie: Lhun-Grub). Rezultatem dzogczen jest stan „pierwotnego buddy” (tyb. ཀུན་ཏུ་བཟང་པོ; Wylie: Kun-tu bzang-po; transkrypcja polska. Küntusangpo)  .
W dzogczen stan „pierwotnego buddy” nazywanego Samantabhadrą (Wylie: Kun-tu bzang-po) według nauk nintik (Wylie: sNying thig) odpowiada potrójnej istocie rigpy:
1. pierwotnie czystej (Wylie: Ka-dak) Esencji (Wylie: Ngo-bo),
2. spontanicznie zrealizowanej (Wylie: Lhun-Grub) Naturze (Wylie: Rang bZhin),
3. wszechobecnej mocy (Wylie: Rtsal) Współczucia (Wylie: Thugs rje) dla nieprzebranych manifestacji sansary lub nirwany[6].

Padmasambhava dodaje, że są to trzy ciała Buddy (termin stosowany w mahajanie jako „Doskonałe Oświecenie”):
„W rigpie trzy kaje są nierozdzielne i w pełni obecne jak jedna: pusta, przez nikogo nie stworzona – jest więc dharmakają, jej świetlista jasność reprezentuje właściwą pustce przejrzystą promienność – jest więc sambhogakają, jej pojawianiu się nic nie może przeszkodzić – jest więc nirmanakają.”
Zgodnie z terminologią tłumaczenie dzogczen jako wielka doskonałość nie jest do końca poprawne, ze względu, że dotyczy zaledwie tylko doskonałych zjawisk, ale nie kompletnie wszystkich manifestacji sansary i nirwany. Wszystko jest totalnie zawarte w stanie wielkiej kompletności. Potwierdza to nazwa oznaczająca dzogczen z oryginalnego języka kraju jego pochodzenia (tj. Oddijany) maha sandhi (tłum. wielkie połączenie; ang. the great juncture). Według nauk nintik (Wylie: sNying thig) istnieje „osiem wrót manifestowania się spontanicznego realizowania (Wylie: Lhun-Grub sGo-brGyad)” nie tylko doskonałej nirwany, lecz totalnie również sansary. Nazywa się to jako „wielkie jednoczesne pojawianie się zjawisk sansary i nirwany”.

## Geneza

### Dzogczen w ramach buddyzmu

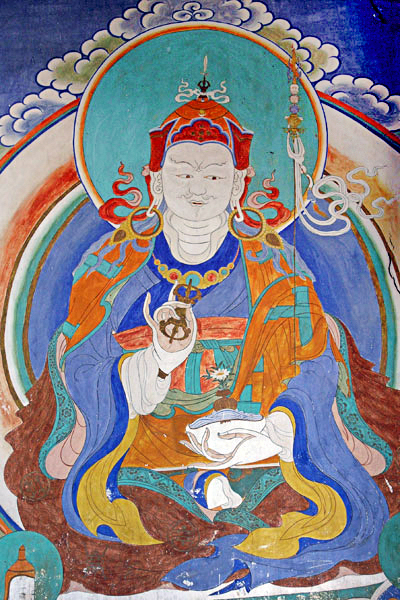
Bhutańskie malowidło ścienne przedstawiające Padmasambhavę.

Źródłem nauk dzogczen jest „pierwotny budda” Samantabhadra, a pierwszym mistrzem historycznej linii przekazu był Garab Dordże (Wylie: dga’ rab rdo rje, Sanskryt *prahewadżra) z krainy Oddijana, który otrzymał nauki m.in. od buddy Wadżrasattwy. Dziamgon Kongtrul Lodro Thaje (1813–1899) wymienia trzy sposoby przekazu dzogczen:
- „przekaz umysłu istot oświeconych” od pierwotnego Buddy Samantabhadry do maha-bodhisattwów, który objawiał się spontanicznymi naukami mądrości przekazywanymi od umysłu do umysłu w celu nagłego oświecenia,
- „przekaz symboliczny Vidyadharów” Garaba Dordże, Mandziuśrimitry, Shri Simgha, Padmasabhavy i Wimalamitry, który objawiał się ukazywaniem symboli w celu nagłego oświecenia
- „zasłyszany bezpośredni prywatny przekaz” od mistrzów dzogczen.

Przekaz te dotarły do Tybetu poprzez następujących mistrzów:
1. Mañjuśrīmitra (transkrypcja. Dziampal Szenjen; Wylie: ‘jam dpal bshes gnyen), który otrzymał przekaz od Garab Dordże na sposób przekazu symbolicznego Vidyadharów i zawarł nauki w 3 kategoriach: umysłu, przestrzeni, tajemnych pouczeń
2. Sri Singha (transkrypcja. Palgji Senge; Wylie: dpal gyi seng ge), który otrzymał przekaz symboliczny Vidyadharów i nauki od Mañjuśrīmitra oraz zawarł kategorię tajemnych pouczeń w 4 cyklach: wewnętrznym, zewnętrznym, sekretnym i najbardziej sekretnym, zwanym esencją serca nintik, a następnie przekazał cykle zewnętrzny, wewnętrzny i sekretny mistrzom Wimalamitra i Dżnianasutra (Wylie: ye shes mdo), a najbardziej sekretny cykl mistrzowi Dżnianasutra oraz Padmasambhava. Dżnianasutra przekazał go potem Wimalamitrze
3. Padmasambhava (transkrypcja. Pema Dziungne, Wylie. padma 'byung gnas) przekaz od Shri Singha, lub jak inne źródła podają od samego Garab Dordże, wręczył Jesie Cogjal (Wylie: ye shes mtsho rgyal) i tybetańskiej księżniczce Pema Sel (Wylie: lha lcam padma gsal; córka Trisong Decena) na sposób przekazu symbolicznego Vidyadharów
4. Wimalamitra (Wylie: dri med bshes gnyen) przekaz od Shri Singha i Dżnianasutra, uwzględniający najbardziej sekretny cykl nintik, wręczył na sposób zasłyszanego bezpośredniego prywatnego przekazu 5 uczniom, w tym tybetańskiemu władcy Trisong Decenowi (765 – 804) oraz Njang Tingdzin Dzangpo (Wylie: myang ting 'dzin bzang po; VIII-IX w n.e.). Następnie przekaz dotarł do Bé Lodrö Łangczuk (Wylie: blo gros dbang phyug; IX w.), potem do Drom Rincien Bar (Wylie: 'brom rin chen 'bar), który przekazał go do Dangma Lhundrup Gjaltsen (Wylie: ldang ma lhun rgyal), następnym w linii był Czetsün Sengé Łangczuk (Wylie: lce btsun seng ge dbang phyug; XI-XII w n.e.), potem Siangtön Taszi Dordże (Wylie: zhang ston bkra shis rdo rje; 1097-1167), później Kjepa Njima Bum (Wylie: nyi ma 'bum; 1158-1213), Guru Jober (Wylie: gu ru jo 'ber; 1196-1255), Trulsik Sengé Gjabpa (Wylie: 'khrul zhig seng ge rgyab pa), siddha Drupczen Melong Dordże (Wylie: grub thob me long rdo rje; 1243-1303), oraz Vidjadhara Kumaradza (Wylie: rig 'dzin ku ma ra dza; 1266-1343). Kumaradza przekazał nauki Longczenpie (1308-1364) oraz III Karmapie Rangdżung Dordże (Wylie: rang byung rdo rje; 1284-1339), od którego przekaz jest kontynuowany oddzielnie w zbiorze Karma Nintik (Wylie: kar ma snying thig).

Przekaz powyższy od Wimalamitry, głównie kategorii umysłu, kontynuowany jest w ustnej długiej tradycji Kama (Wylie: bka’ ma), a dzięki termie (Wylie: gter ma) odkrytej przez Czetsün Sengé Łangczuk w miejscu (Wylie. Brag dmar) nieopodal Samje Cimpu (bsam yas 'chims phu) odnowiony cykl nintik Wimalamitry kontynuowany jest w zbiorze Wima Nintik (Wylie: bi ma snying thig). Natomiast przekaz nintik od Padmasambhavy kontynuowany jest w zbiorze term Kandro Nintik (Wylie: mkha’ 'gro snying thig) poprzez księżniczkę Pema Sel, córkę Trisong Decena, która odrodziła się wiele wieków później jako Pema Lédrel Tsal (Wylie: pad ma las 'brel rtsal; 1291-1315). Pema Lédrel Tsal odnalazł termy z miejsca tajemnego w skale Dang Lung Tramo Drak (Wylie: ldang lung khra mo brag) w prowincji tybetańskiej Dakpo (Wylie: dwags po). Następnie przekazał je dla Gjalse Lekpa (Wylie: rgyal sras legs pa; 1290-1365), który przekazał Kandro Nintik Longczenpie (nie wspominając, że Longczenpa jako kolejna reinkarnacja Pema Sel, odkrył również własny zbiór Kandro Nintik). Zbiór term nintik księżniczki Pema Sel również został odnaleziony w Bhutanie przez tertona Pema Lingpa (ostatniej bezpośredniej reinkarnacji Pema Sel; 1450-1521) w konstrukcji klasztoru Tarpaling (Wyl. thar pa gling) wybudowanym przez Longczenpę oraz w Tybecie nieopodal stupy w miejscu Samje Cimpu (bsam yas 'chims phu). Zbiór Pema Lingpy jest kontynuowany oddzielnie w Bhutanie pod nazwą Kündzang Gongdü (Wylie: Kunbzang dGongs’dus). Oprócz Wima i Kandro Nintik istnieje trzeci główny zbiór term zwany Longczen Nintik (Wylie: klong chen snying thig), który został odkryty przez tertona Dzikme Lingpa (Wylie: jigs med gling pa; 1729-1798 r). Połączył on w nim przekazy Longczenpy od Wimalamitry i Padmasambhavy. Obecnie oprócz tych 3 głównych zbiorów term przekazy nintik kontynuowane są również w innych pomniejszych kolekcjach (na sposób zasłyszanego bezpośredniego prywatnego przekazu) pochodzących od innych tertonów – odnowicieli dzogczen. Największymi współczesnymi mistrzami dzogczen byli J.Ś. Dudziom Rinpocze oraz J.Ś. Dilgo Khyentse Rinpocze, od których nauki przejęli niemal wszyscy obecnie nauczający mistrzowie dzogczen.

### Dzogczen w ramach religii bön

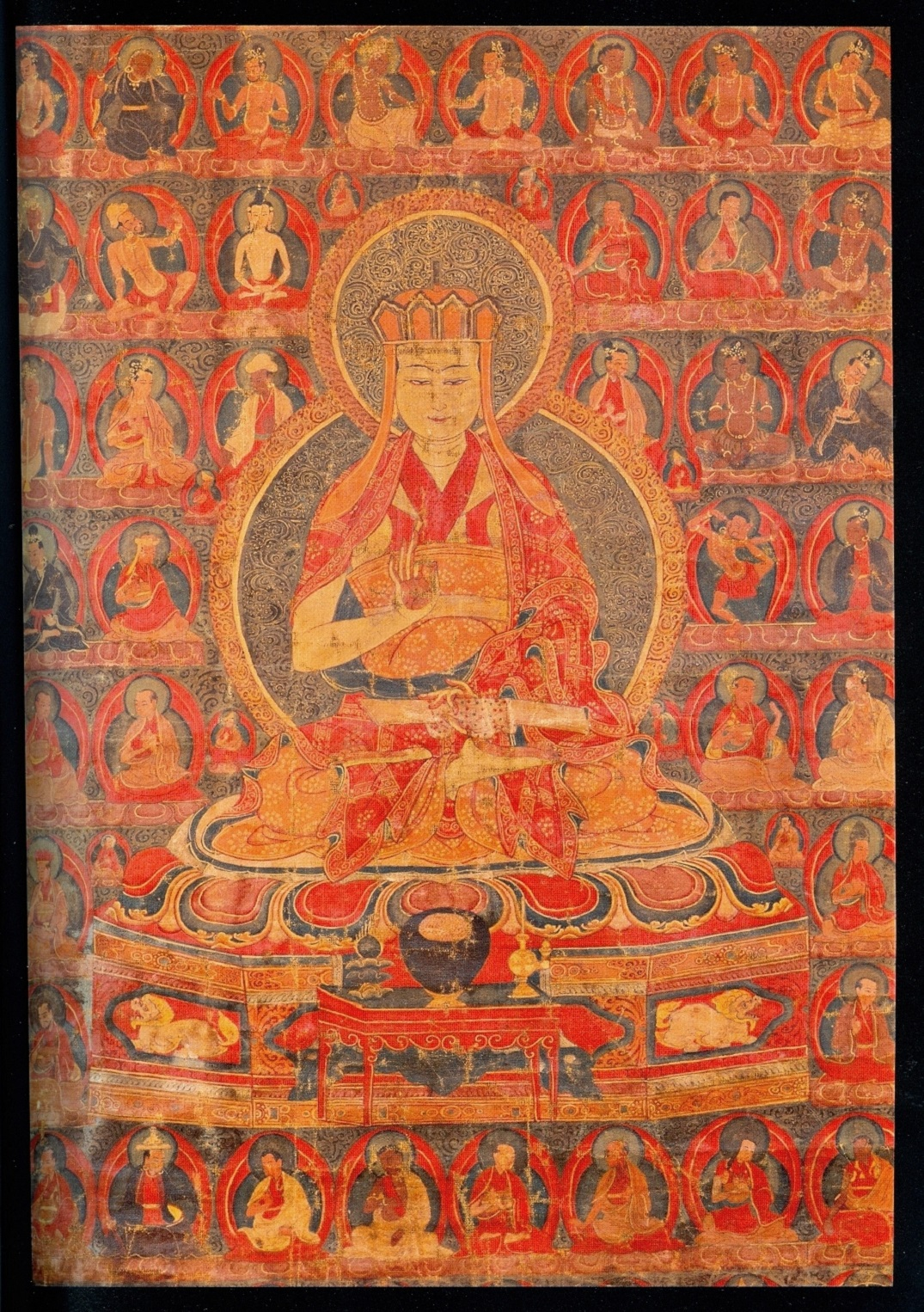
Linia mistrzów przekazu dzogczen Sziang Sziung Njen Gju w religii bön.

Istnieje również tradycja dzogczen przed-buddyjskiej religii bön. Zgodnie z bön źródłem nauk dzogczen jest również „pierwotny budda” Samantabhadra, ale założycielem religii jest budda Szenrab Miło (Wylie: gshen rab mi bo), a nie Budda Siakjamuni. W bön wyróżnia się trzy główne przekazy dzogczen: Sziang Sziung Njen Gju (Wylie: zhang zhung snyan rgyud) od mistrza Gjerpungpa (Wylie: gier spungs snang bzger lodpo; VIII w n.e.), A Tri (Wylie: a khrid) z term mistrza Meutön Gongcö Ritrö Cienpo (Wylie: rme’u ston dgongs mdzod ri khrod chen po; 1038-1096), Dzogczen (Wylie: rdzog chen) z term mistrza Siötön Ngödrup Drakpa (Wylie: bzhod ston dngos grub grags pa; XI-XII w n.e.). Najbardziej znanym mistrzem jest Tapihritsa (Wylie: ta pi hri tsa; VII – VIII w n.e.) z Sziang Sziung Njam Gju. Powiada się, że osiągnął on tzw. ciało wielkiego przeniesienia (Wylie: Pho-Ba Ch’en-Po) i przekazał dzięki niemu dzogczen mistrzowi Gjerpungpa. Przekaz ów Gjerpungpy kontynuowany jest nieprzerwanie aż do czasów obecnych. Współczesnym najbardziej znanym mistrzem dzogczen religii bön jest Lopön Tenzin Namdak (Wylie: slob dpon bstan 'dzin rnam dag; ur. 1926).
Dzogczen w religii bön posiada swoją unikalną specyfikę i wywodzi się z własnych tantr dzogczen, więcej czytaj w artykule bön.

## Podział nauk
Nauki dzogczen dzielą się na trzy główne kategorie:
1. umysłu (semde, tyb. སེམས་སྡེ, Wylie: sems sde), kategorię bazującą na dwudziestu jeden tantrach np. gdzie są trzy główne tantry (w tym tantra „Majestatyczna Moc Wszechświata”; Wylie: Kun byed rgyal po), pięć przełożonych przez tybetańskiego scholastyka Wajroczanę (Wylie: bai ro tsa na; VIII w n.e.), trzynaście przez Wimalamitrę, Nyak Jñanakunmarę (Wylie: gnyags dzny’ na ku ma ra) i Yudra Nyingpo (Wylie: g.yu sgra snying po),
2. przestrzeni (longde, tyb. ཀློང་སྡེ, Wylie: klong sde), bazującą na tantrach nauczanych w Tybecie przez Wimalamitrę i Wajroczanę, gdzie główną przełożoną na tybetański tantrą jest „Król Nieskończenie Rozległej Przestrzeni” (Wylie: Klong chen rab 'byams rgyal po),
3. tajemnych pouczeń (mennakde, tyb. མན་ངག་སྡེ, Wylie: man ngag sde, sanskryt. upadesza), kategorię bazującą na siedemnastu tantrach (Wylie: rgyud bcu bdun), i dwóch dodatkowych tantrach, nauczanych w Tybecie przez Wimalamitrę i Padmasambhavę, gdzie główną tantrą jest „Wszystko Przewyższający Dźwięk” (Wylie: sGra thal 'gyur).

Kategorię tajemnych pouczeń (mennakde) naucza się w 4 cyklach różniących się głębią nauk o tögal: cyklu wewnętrznym, zewnętrznym, sekretnym i najbardziej sekretnym cyklu, zwanym nintik (tyb. སྙིང་ཐིག་, Wylie: sNying thig; tłum. tikle serca, esencja serca – skrót od Wylie: sNying thig le), i występują tu następujące główne praktyki:
1. specjalne dla dzogczen praktyki przygotowawcze dla trekciö np. treningi korde ruszen (tyb. འཁོར་འདས་རུ་ཤན, Wylie: 'khor 'das ru shan) i ćwiczenia tsalung (tyb. རྩ་རླུང, Wylie: rtsa rlung)
2. trekciö (tyb. ཁྲེགས་ཆོད་, Wylie: khregs-chod, tłum.: „przebicie się”, „całkowite odcięcie”, ang. breakthrough, thoroughly cutting through), kiedy uczeń rozpoznaje przy pomocy kwalifikowanego mistrza (lamy) stan rigpy, „czystej obecności” i stopniowo przyzwyczaja się do niego np. poprzez praktyki wpatrywania się w niebo (ang.: sky gazing, Wylie: nam mkha’ ar gtad)
3. tögal (tyb. ཐོད་རྒལ་, Wylie: thod-rgal, tłum.: „dalszy postęp”, ang. direct crossing, the direct approach, leapover), gdzie pracuje się poprzez szeroki zakres technik (m.in. tych stosowanych na odosobnieniu w ciemności, Wylie: mun mtshams), pod okiem nauczyciela z wcześniej (w etapie trekciö) rozpoznaną rigpą, realizując tzw. „Cztery Wizje” (Wylie: snang ba bzhi). „Wizje” te odpowiadają procesowi bardo dharmaty (Wylie: Chosnyid bardo) i prowadzą do stanu trzech ciał Buddy (synonim „Doskonałego Oświecenia” według mahajany)[17]: 1) Bezpośrednie zrealizowanie dharmaty samej w sobie (Wylie: Chos-nyid mngon sum) otwiera wrota do czystych krain, tzn. pozostałych wizji; 2) Powiększające się doświadczenie (Wylie: Nyams gong ‘phel ba) odsłania wizję nirmanakai; 3) Rigpa osiąga pełną dojrzałość (Wylie: Rig-pa tshad phebs) odsłaniając wizję sambhogakai; 4) Wyczerpanie wszystkich zjawisk dharmaty (Wylie: Chos-nyid du ‘dzin pa tsam yang zad pa), gdzie rozpuszcza się samo w sobie skupienie na dharmacie, odsłania wizję dharmakai – „powrotu” do stanu „pierwotnego buddy” Samantabhadry. Więcej czytaj w artykule proces umierania w teorii wadżrajany.

## Pochodzenie terminologii dzogczen
Terminologia kategorii semde według Longczenpy pochodzi od pierwszych pięciu tantr przetłumaczonych w Tybecie:
1. Kukułka Rigpy (ang. the Cuckoo of Rigpa; Wylie: Rig pa’i khu byug);
2. Wielce Manifestująca Moc (ang. Great Creative Energy; Wylie: rTsal chen sprug pa);
3. Potężny Garuda w Locie (ang. Great Garuda in Flight; Wylie: Khyung chen lding ba);
4. Ruda Czystego Złota (ang. Pure Gold in Ore; Wylie: rDo la gser zhun);
5. Zwycięska Chorągiew Nigdy Niezsunięta: Totalna Sfera Wadżrasattwy (ang. Victory Banner Never Lowered: Total Space of Vajrasattva; Wylie: Mi nub pa’i rgyal mtshan rdo rje sems dpa’ nam mkha’ che);

i trzynastu przetłumaczonych później:
1. Najwyższy Szczyt (ang.Supreme Peak; Wylie: rTse mo byung rgyal);
2. Król Przestrzeni (ang. King of Space; Wylie: Nam mkha’i rgyal po);
3. Magiczny Przejaw Błogości (ang. Magical Display of Bliss; Wylie: bDe ba 'phrul bkod);
4. Wszystko Obejmująca Kompletność (ang. All-Encompassing Completion; Wylie: rDzogs pa spyi chings);
5. Esencja Bodhicitty (ang. Essence of Bodhichitta; Wylie: Byang chub sems tig);
6. Nieskończona Błogość (ang. Infinite Bliss; Wylie: bDe ba rab 'byams);
7. Koło Życia (ang. Wheel of Life; Wylie: Srog gi 'khor lo);
8. Sześć Sfer (ang. Six Spheres; Wylie: Thig le drug pa);
9. Wszystko Penetrująca Kompletność (ang. All-Penetrating Completion; Wylie: rDzogs pa spyi spyod);
10. Spełniający Życzenia Klejnot (ang. Wish-Fulfilling Jewel; Wylie: Yid bzhin nor bu);
11. Wszystko Jednocząca Rigpa (ang. All-Unifying Rigpa, Wylie: Kun 'dus rig pa);
12. Najwyższy Władca (ang. Supreme Lord; Wylie: rJe btsun dam pa);
13. Zrealizowanie Prawdziwej Intencji Medytacji (ang. Realization of the True Meaning of Meditation; Wylie: sGom pa don grub);

oraz trzech głównych tantr:

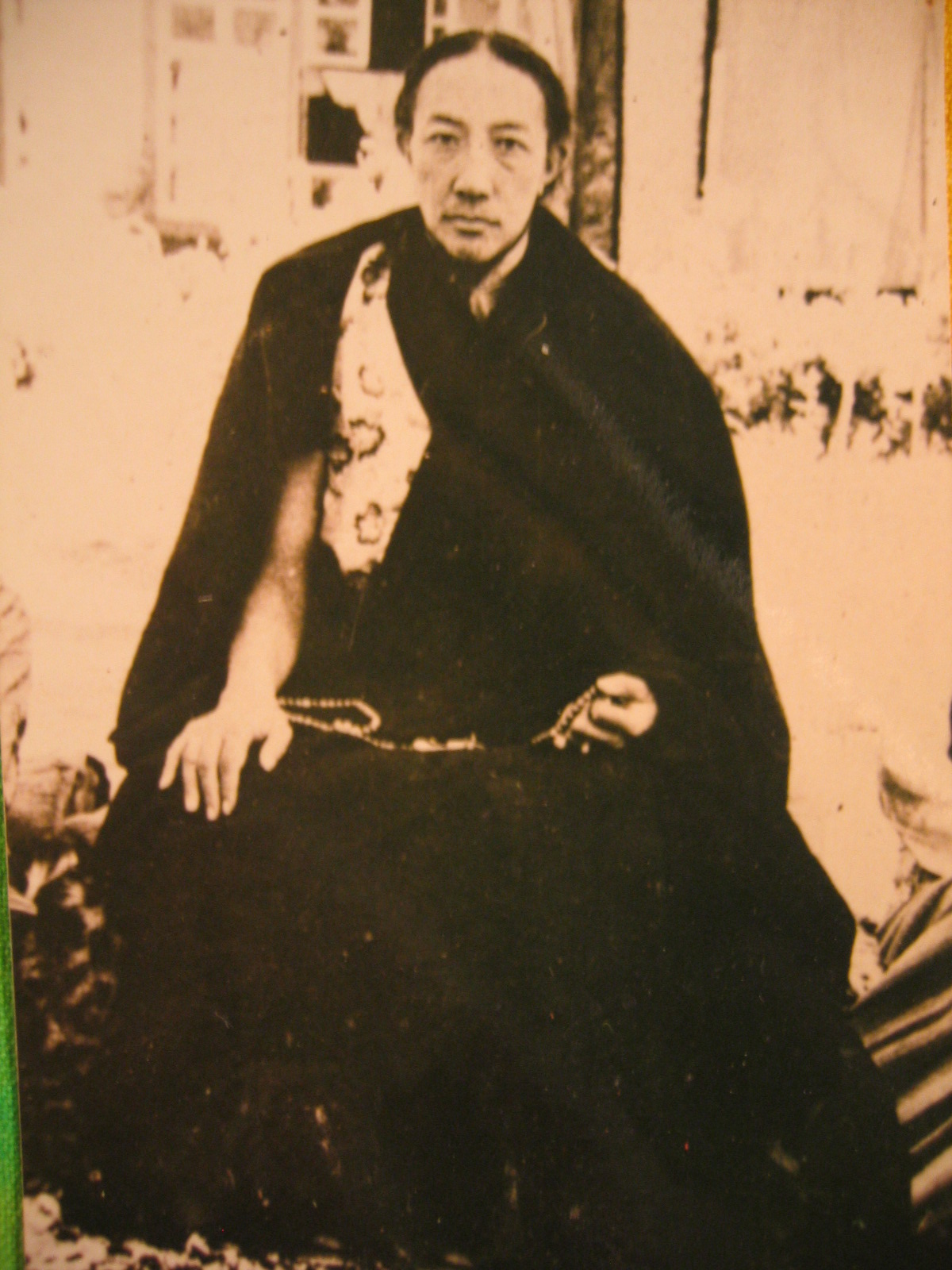
Dilgo Khyentse Rinpocze (Wylie: dil mgo mkhyen brtse; 1910-1991).

1. Majestatyczna Moc Wszechświata (ang. Majestic Creative Energy of the Universe; Wylie: Kun byed rgyal po);
2. Wspaniały Władca (ang. Marvellous King; Wylie: rMad byung rgyal po);
3. Dziesięć Kluczowych Ksiąg (ang. Ten Crucial Scriptures; Wylie: mDo bcu).

Kategoria longde pochodzi głównie z następujących tantr:
1. Król Nieskończenie Rozległej Przestrzeni (ang. King of Infinite Vast Space; Wylie: Klong chen rab 'byams rgyal po);
2. Totalna Przestrzeń Samantabhadry (ang. Total Space of Samantabhadra; Wylie: Kun tu bzang po nam mkha’ che);
3. Manifestacja Energii Rigpy (ang. Manifestation of the Creative Energy of Pure Presence; Wylie: Rig pa rang rtsal shar ba);
4. Koło Kluczowych Instrukcji (ang. Wheel of Key Instructions; Wylie: gDams ngag sna tshogs 'khor lo);
5. Strzała Dogłębnej Ścieżki (ang. Array of the Exalted Path; Wylie: 'Phags lam bkod pa);
6. Wadżrasattwa Do Granic Przestrzeni (ang. Vajrasattva Equal to the Limits of Space; Wylie: rDo rje sems dpa’ nam mkha’i mtha’ dang mnyam pa);
7. Lampa Pierwotnej Mądrości (ang. Lamp of Secret Pristine Awareness; Wylie: Ye shes gsang ba sgron ma);
8. Koło Drogocennych Klejnotów (ang. Wheel of Precious Gems; Wylie: Rin po che 'khor lo);
9. Sekretna Pierwotna Mądrość (ang. Secret Pristine Awareness; Wylie: Ye shes gsang ba);
10. Kompletna Pierwotna Mądrość (ang. Complete Pristine Awareness; Wylie: Ye shes rdzogs pa);
11. Totalne Odkrycie Czystej i Totalnej Obecności (ang. Total Revelation of the All-Pervasive State of Pure and Total Presence; Wylie: Byang chub kyi sems kun la 'jug pa rnam dag ston pa);
12. Lśniąca Wadżra Czystej i Totalnej Obecności (ang. Radiant Vajra of the State of Pure and Total Presence; Wylie: Byang chub kyi sems rdo rje 'od 'phro).

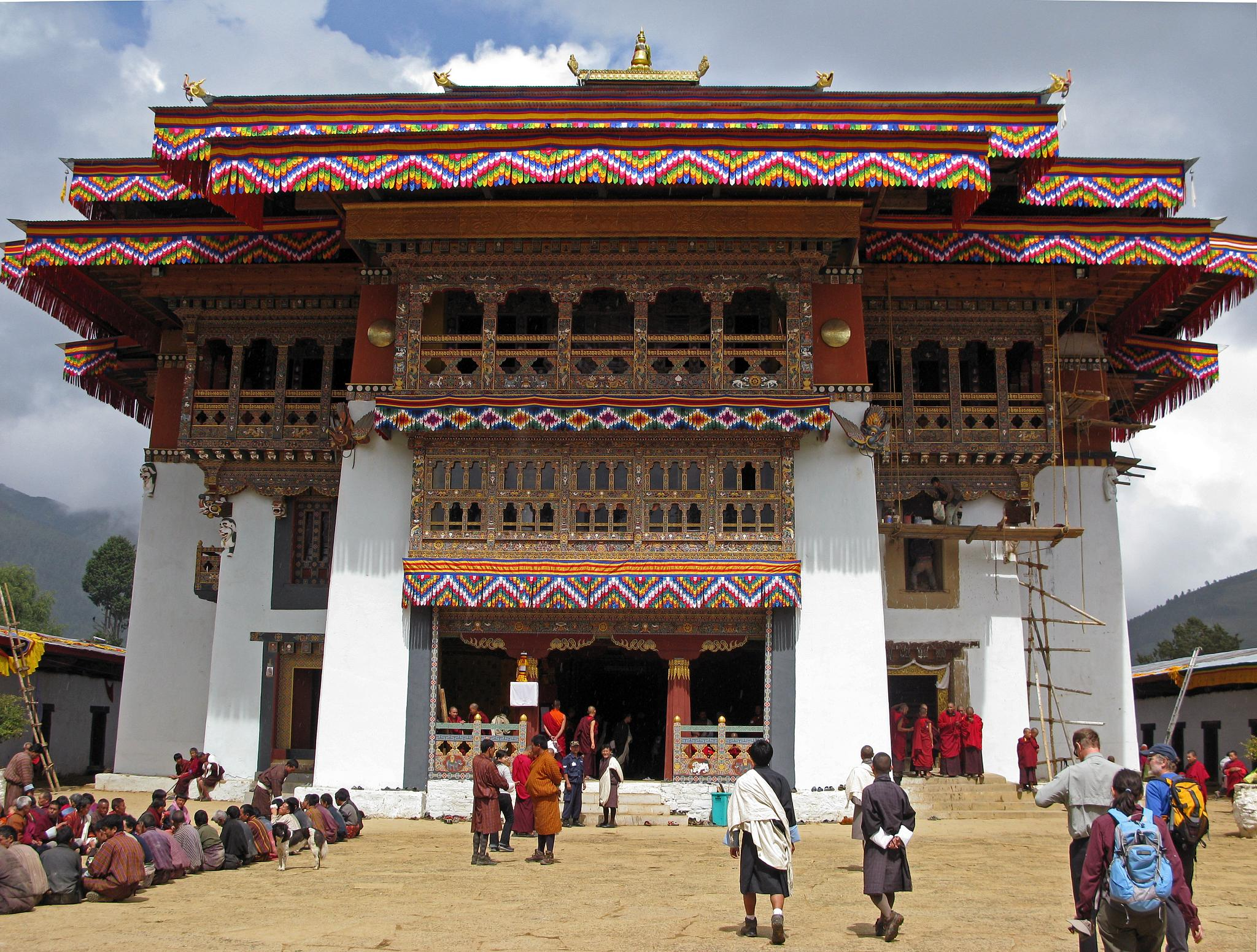
Bhutański klasztor Gangteng, w którym naucza się dzogczen kategorii mennakde tertona Pema Lingpy.

Tantry kategorii mennakde to zbiór przekazany w Tybecie przez mahasiddhę Wimalamitra (Wylie: Dri-med Bshes-gnyen; VIII w.n.e), zwany „Siedemnastoma Tantrami” (Wylie: rgyud bcu bdun), składający się z następujących pozycji:
1. Samopowstały Stan Rigpy (ang. Self-Arising State of Rigpa; Wylie: Rig pa rang shar);
2. Zwierciadło Serca Wadżrasattwy (ang. Mirror of the Heart of Vajrasattva; Wylie: rDo rje sems dpa’ snying gi me long);
3. Lwia Doskonale Manifestująca Potęga (ang. Lion’s Perfect Creative Energy; Wylie: Seng ge rtsal rdzogs);
4. Bez Sylab (ang. Absence of Syllables; Wylie: Yi ge med pa);
5. Pomyślna Piękność (ang. Beauteous Auspices; Wylie: bKra shis mdzes ldan);
6. Wszystko Przewyższający Dźwięk (ang. All-Surpassing Sound; Wylie: sGra thal 'gyur);
7. Zwierciadło Serca Samantabhadry (ang. Mirror of the Heart of Samantabhadra; Wylie: Kun tu bzang po thugs kyi me long);
8. Lśniąca Lampa (ang. Blazing Lamp; Wylie: sGron ma 'bar ba);
9. Strzała Klejnotów (ang. Array of Fine Gemstones; Wylie: Nor bu 'phra bkod);
10. Zjednoczenie Słońca z Księżycem (ang. Union of Sun ang Moon; Wylie: Nyi zla kha sbyor);
11. Różaniec Drogocennych Pereł (ang. Pearl Necklace; Wylie: Mu tig phreng ba);
12. Samo-wyzwolona Rigpa (ang. Naturally Liberated Rigpa; Wylie: Rig pa rang grol);
13. Sześciokrotna Sfera Samantabhadry (ang. Samantabhadra Sixfold Space; Wylie: Kun tu bzang po klong drug pa);
14. Samo-istniejąca Kompletność (ang. Naturally Present Completion; Wylie: rDzogs pa rang byung);
15. Bezpośrednie Wprowadzenie (ang. Direct Introduction; Wylie: ngo sprod spras pa);
16. Lśniące Relikwie Oświeconego Ciała (ang. Blazing Relics of the Awakened Body; Wylie: sKu gdung 'bar ba);
17. Zbiór Drogocennych Klejnotów (ang. Mound of Gemstones; Wylie: Rin chen spungs pa);

oraz dwie dodatkowe tantry:
1. Ekadzati: Czarna Przeraźliwa (ang. Ekajati: Black Wrathful Goddess; Wylie: Ekajati nag mo khros ma) od Wimalamitry;
2. Lśniąca Rozległość Przejrzystości (ang. Blazing Expanse of Luminosity; Wylie: longsal barma) od Padmasambhavy.

## Znaczenie dzogczen

### Zwięzły opis terminologii dzogczen

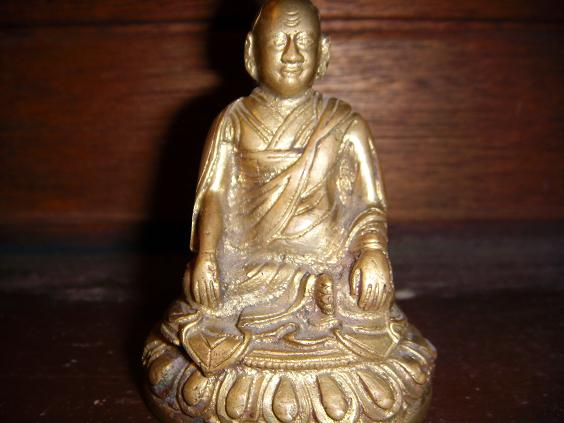
Posążek przedstawiający Longczenpę (1308-1364) w charakterystycznej siedmiopunktowej postawie medytacyjnej dzogczen zwanej „Pozycją Longczenpy”.

Terminologia dzogczen, w ramach buddyzmu, wywodzi się od tantr należących do trzech kategorii: semde (Wylie: sems sde), longde (Wylie: klong sde), mennakde (Wylie: man ngag sde). W odróżnieniu od ogólnej teorii buddyzmu mahajany związanej z dwoma głównymi przekazami, Nagardżuny o madhjamace o „Środkowej Ścieżce” i Asangi o „naturze Buddy”, oraz od terminologii tantry jogi najwyższej, która wpasowywuje się w mahajanę, wyróżnia się ona własną unikalną specyfiką.
Nauki cyklu nintik (tyb. སྙིང་ཐིག་, Wylie: snying thig), należące do kategorii mennakde, uważane są za najpełniejsze i najbardziej esencjonalne w dzogczen. Są więc doskonałym przykładem zwięzłego zaprezentowania specyficznej terminologii dzogczen. Terminologię tę można zwięźle ująć w następującym opisie:
Zgodnie z procesem reinkarnacji według dwunastu ogniw współzależnego powstawania, każda czująca istota zanim narodzi się w świecie cierpień sansary musi najpierw ulec niewiedzy w czasie śmierci poprzedniego życia oraz w czasie stanu pośredniego bardo przed narodzinami. Według dzogczen ta niewiedza to marigpa – brak wyzwolenia (przeciwieństwo rigpy), która uniemożliwia rozpoznanie pierwotnej czystości (Wylie: Ka-dak) w czasie śmierci lub rozpoznanie spontanicznego urzeczywistnienia (Wylie: Lhun-Grub) zjawisk w czasie stanu bardo dharmaty (Wylie: Chos-nyid Bar-do); chodzi o pierwszy, świetlisty stan bardo pomiędzy śmiercią a następnym odrodzeniem. Dopiero po owych nierozpoznaniach manifestuje się stopniowo Umysł (Wylie: Sems), który zaczyna doświadczać zjawisk jako dualistycznie oddzielonych od niego i w wyniku tego następuje przekształcenie się zjawisk w sansaryczne formy pięciu żywiołów (przestrzeni, wiatru, ognia, wody, ziemi) w czasie drugiego stanu przejściowego bardo (Wylie: Sidpai bardo), aż do odrodzenia po stanie bardo w świecie, a po odrodzeniu życie w świecie cierpień, dualności i konceptualności, kiedy aktywny jest Umysł .
W praktyce dzogczen punktem wyjścia jest inicjacja w stan rigpy zwana rigpé tsel łang, poglądem jest bycie obecnym w tym stanie, gdzie trzy kaje są nierozdzielne, medytacją jest rozpoznanie pierwotnej czystości (Wylie: Kad-ak) poprzez „przedarcie się” (Wylie: Khregs chod) poza Umysł (Wylie: Sems) poprzez praktykę trekciö oraz rozpoznanie spontanicznego urzeczywistnienia (Wylie: Lhun-Grub) zjawisk poprzez praktykę tögal, właściwym (etycznym) prowadzeniem się jest bycie poza nadzieją i strachem, utrzymywaniem i porzucaniem, rezultatem jest stan Samantabhadry, „pierwotnego buddy .
Wiele pozycji źródłowych, jak i udokumentownych relacji, przytacza przykłady znaków wskazujących na całkowite zrealizowanie nauk trekciö bądź tögal. Mistrzowie historyczni, jak i współcześni, podczas procesu umierania przed zrealizowaniem pierwotnego stanu buddy Samantabhadry manifestują tzw. tęczowe ciało (Wylie: ‘Ja-lus), tj. osoba taka umiera pośród świateł tęcz (w stanie trekciö) aż ciało jej znika pozostawiając po sobie jedynie włosy i paznokcie. Natomiast nieprzerwane przebywanie w spontanicznym urzeczywistnieniu (Wylie: Lhun-Grub) w stanie tögal prowadzi do zamanifestowania tzw. świetlistego ciała (inaczej zwanego ciałem światła) (Wylie: A’od-Phung); służy ono jako tzw. ciało wielkiego przeniesienia (Wylie: Pho-Ba Ch’en-Po) (brak współcześnie udokumentownych relacji). Padmasambhava, Wimalamitra (Wylie: Dri-med Bshes-gnyen; VIII w.n.e) i tybetański mistrz Czetsün Sengé Łangczuk (Wylie: lce btsun seng ge dbang phyug; XI-XII w n.e.) osiągnęli ciała światła (Wylie: A’od-Phung) a dzięki temu mogli używać ciała wielkiego przeniesienia, które nie podlega nigdy procesowi umierania.

### Dzogczen jako atijoga

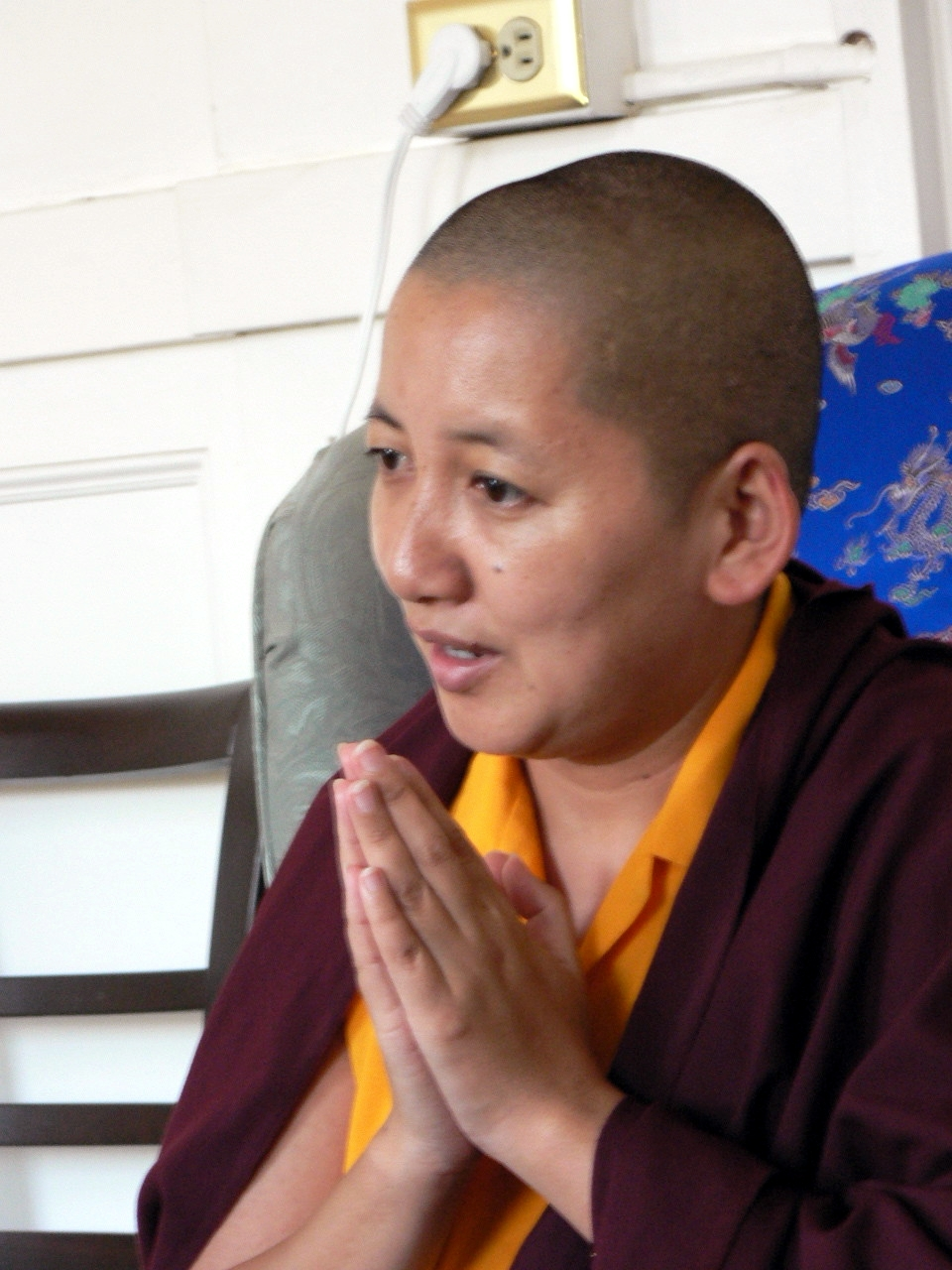
Khandro Rinpocze, mistrzyni dzogczen i mahamudry, regularnie odwiedzająca Polskę.

Dzogczen można również rozumieć z perspektywy nauk tantrycznych buddyzmu tybetańskiego, tj. nauk gdzie umysłu i ciała nie traktuje się osobno, ale pracuje się z nimi poprzez subtelną sieć kanałów, wiatrów i esencji poruszających się w ciele stopniowo „budując” sobie dostęp do natury umysłu, jako zwieńczenie, końcowy etap i cel wszystkich praktyk tantr. Dzogczen nazywany jest dlatego atijogą, „szczytem” wszystkich sutr i tantr. Wszystkie „Dziewięć Pojazdów” buddyzmu tybetańskiego, to tylko stopnie do zrealizowania „totalnego” znaczenia dzogczen; nie są więc w żaden sposób „większe”. Najbardziej zaawansowane tantry według tradycji ningma, zwane tantrami wewnętrznymi, mogą odpowiadać (z punktu widzenia tzw. „nowożytnego przekazu sarma”) tantrom jogi najwyższej obecnym w innych szkołach wadżrajany. Dzielą się one na tantry mahajogi, anujogi, i wynikową atijogę inaczej zwaną dzogczen. Atijoga wyróżnia się od systemu mahamudry (tradycji sutr, tantr i esencji) przede wszystkim ze względu na wyjątkowość praktyk tögal. Podobnie jak w przypadku tantr jogi najwyższej i mahamudry sutr, również w atijodze przed zasadniczą praktyką stosuje się wstępne praktyki buddyjskie nyndro. Atijoga nauczana jest również w tradycji bön w ramach jego „Dziewięciu Pojazdów”. Mistrzami atijogi oprócz ningmapów byli również poniektórzy reprezentanci innych tradycji, np. J.Ś. III Karmapa Rangdziung Dordże (1284-1339) z kagju, J.Ś. V Dalajlama Lobsang Gjaco (1642–1682) z gelug oraz Dziamjang Khjentse Łangpo (1820-1892) z sakja.
Mimo tego w tantrach jogi najwyższej oraz w dzogczen z cyklu nintik stosuje się dwa różne podejścia tantryczne. W tantrach jogi najwyższej wizualizację buduje się konceptualnie (cierim, Wylie: bskyed rim), przygotowując się do fazy spełniającej (dzokrim, Wylie: rdzogs rim), by w końcu za pomocą odpowiednio opanowanej fazy spełniającej (po intensywnym wieloletnim doskonaleniu praktyki rozpuszczenia wszystkich subtelnych wiatrów, Wylie: rlung, w kanałach swego ciała, Wylie: rtsa) rozpoznawać naturę umysłu Przejrzyste Światło, i dopiero na bazie tego rozpoznawania osiągać trzy ciała Buddy. Z perspektywy dzogczen najpierw zostaje się wprowadzonym w naturę umysłu rigpa przez mistrza dzogczen, następnie doskonali się by skutecznie powracać do rigpy, w końcu na bazie stabilnego rozpoznawania rigpy buduje się wizualizację (cierim), a w fazie spełniającej (dzokrim) integruje się coraz bardziej z tą rigpą, by osiągać trzy ciała Buddy .

### Dzogczen jako ścieżka samo-wyzwolenia

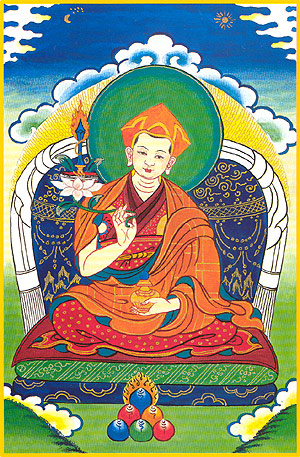
Wizerunek Pierwszego tulku Dzogczena Rinpocze (Wylie: padma rig 'dzin; 1625–1697), który założył w Tybecie klasztor o nazwie Dzogczen, gdzie zachowuje się Kandro Nintik oraz termy V dalajlamy.

Dzogczen sam w sobie może być kompletnym systemem, kultywowanym pod opieką mistrza dzogczen, bez wyżej wymienionych tantr wewnętrznych, tj. bez potrzeby stosowania fazy budowania (cierim, Wylie: bskyed rim) i fazy spełniającej (dzokrim, Wylie: rdzogs rim). Przykładem tego jest „cykl” dzogczen zwany nintik (Wylie: sNying thig; tłum. tikle serca), gdzie od początku następuje bezpośrednie wprowadzenie w rigpę, następnie są unikalne metody usuwające wątpliwości (np. praktyki oddzielające Umysł od rigpy zwane korde ruszen), a na końcu metody integracji ze stanem rigpy (np. praktyki trekciö i tögal). Źródłem owego kompleksowego podejścia dzogczen są oryginalne „Trzy Instrukcje Garaba Dordże” udzielone Mañjuśrīmitrze (Wylie: ‘jam dpal bshes gnyen), zwane „Wyjawieniem Esencji w Trzech Zdaniach” (ang. Hitting the Essence in Three Words; Wylie: tshig gsum gnad brdegs):
1. Bezpośrednie Wprowadzenie w rigpę samą w sobie (ang. Introducing directly the face of rigpa in itself; Wylie: ngo rang thog tu sprad),
2. Skierowanie tylko na jedną istotną rzecz (ang. Decide upon one thing and one thing only; Wylie: thag gcig thog tu bcad),
3. Całkowita pewność w „samo-wyzwalaniu” (ang. Confidence directly in the liberation; Wylie: gdeng grol thog tu bca).

Powyższe „Trzy Instrukcje” wskazują, że w dzogczen od samego początku ważne jest bezpośrednie wprowadzenie w rigpę przez mistrza. Dopóki uczeń nie jest w pełni pewny co do rigpy, praktyka skierowana jest w celu rozpoznania rigpy, aż będą usunięte wszelkie wątpliwości. Jeżeli jest się już absolutnie pewnym, że rozpoznało się rigpę, wtedy rozpoczyna się właściwa praktyka dzogczen, tj. przebywanie w tym stanie rigpy, dopóki nie nastąpi całkowita integracja, cokolwiek by się nie robiło.
Dla porównania tantry jogi najwyższej zgodnie z terminologią Guhjasamadży (Wylie: gsang ba 'dus pa) utożsamiają stan braku niewiedzy z osiągnięciem stanu „zjednoczenia Przejrzystego Światła z Ciałem Iluzorycznym (Wylie: sgyu-lus)”. Przebywanie w stanie Przejrzyste Światło możliwe jest dopiero po wieloletnim doskonaleniu fazy spełniającej dzokrim (Wylie: rdzogs rim). Jeżeli przebywanie w „Przejrzystym Świetle” można będzie kontynuować pod koniec naturalnego procesu własnej śmierci, to w zamian formowania się stanu przejściowego bardo stawania się (Wylie: Sidpai bardo) nastąpi formowanie się tantrycznego „Iluzorycznego Ciała” (Wylie: sgyu-lus), „ciała” z którego następnie może być wybrane „Ciało Emanacji” (tulku, Wylie: sprul sku). Tantrycznie transformowane jest w ten sposób tworzenie się własnej sansary w tworzenie się nirwany, tj. „trzech ciał Buddy”. Stan tworzenia się własnej sansary opisuje Dziamgon Kongtrul Lodro Thaje w encyklopediach buddyzmu następująco:
„Tantra Kompendium Niezniszczalnego Przejrzystego Światła (opisuje):
Stan, który pojawia się z „Przejrzystego Światła” zwany jest Umysłem,
To jest podstawa wszystkich zjawisk,
Posiada naturę zarówno całkowicie bycia splamionym, jak i nieskalanie czystym,
Od tego stanu dwa aspekty się pojawiają,
ten poczucia siebie, i ten poczucia innego (dualizm subiekt-obiekt),
Z powodu tych świadomości tworzy się (element) wiatru,
(następnie etapami elementy) ognia, wody, a po wodzie (element) ziemi,
Na tych (elementach) tworzy się pięć skupisk,
pięć zdolności zmysłowych, pięć obiektów (tych) zdolności,
wszystko co jest związane ze świadomościami (cała sansara)”.

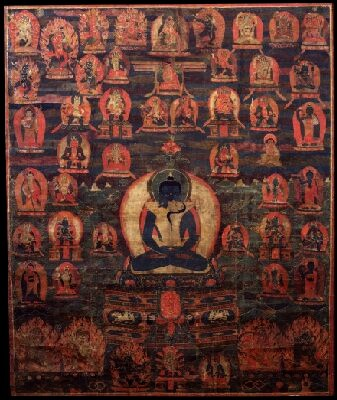
Postać „pierwotnego buddy” Samantabhadry.

W dzogczen zgodnie z naukami nintik (Wylie: sNying thig) przed stanem bardo stawania się (Wylie: Sidpai bardo) jest jeszcze spontaniczny stan bardo zwany bardo dharmaty (Wylie: Chos-nyid Bar-do) oraz istnieją trzy rodzaje marigpy (tłum. przeciwieństwo rigpy; Wylie: ma rig pa) jako trzykrotny brak „samo-wyzwolenia” procesu kształtowania się własnej sansary :
1. jeśli nie rozpoznaje się esencji (Wylie: Ngo-bo) manifestujących się zjawisk podstawy (Wylie: Gzhi-sNang), marigpa następuje po raz pierwszy; zjawiska podstawy (Wylie: Gzhi-sNang) nie zostają „samo-wyzwolone” w pierwotnej czystości (Wylie: Ka-dak) dla „powrotu” do dharmakai. Możliwe jest to w czasie przed zamanifestowaniem się bardo dharmaty (Wylie: Chos-nyid Bar-do).
2. jeśli nie rozpoznaje się natury (Wylie: Rang bZhin) zjawisk podstawy (Wylie: Gzhi-sNang), marigpa następuje po raz drugi; zjawiska podstawy (Wylie: Gzhi-sNang) nie zostają spontanicznie zrealizowane (Wylie: Lhun-Grub) w stanie nirwany wraz z końcowym „powrotem” do dharmakai. Możliwe jest to w czasie bardo dharmaty (Wylie: Chos-nyid Bar-do).
3. następnie manifestuje się Umysł (Wylie: sems), który zaczyna doświadczać zjawisk podstawy jako dualistycznie oddzielonych od niego, aż w końcu one zamanifestują się z czystych form buddów i świateł pięciu pierwotnych mądrości nirwany w sansaryczne formy pięciu żywiołów (przestrzeni, wiatru, ognia, wody, ziemi), w wyniku czego będzie odrodzenie w jednym z sześciu światów sansary. Marigpa następuje po raz trzeci, jeśli nie rozpozna się spontanicznego zrealizowania (Wylie: Lhun-Grub) tych zjawisk podstawy (Wylie: Gzhi-sNang) dzięki mocy (Wylie: Rtsal). „Powrót” do dharmakai będzie możliwy w czasie bardo stawania się (Wylie: Sidpai bardo) lub po narodzinach za życia poprzez zrealizowanie praktyki dzogczen.

Bardo dharmaty dzieli się na następujące cztery etapy, które jeżeli się rozpozna, prowadzą do wyzwolenia:
1. Przestrzeń przechodzi w Przejrzyste Światło (Wylie: nam mkha’ 'od gsal la thim pa). Przestrzeń to stan uwolnienia po zjawiskach zanikania Świadomości (tzn. bieli, czerwoności, czerni-nicości, z procesu umierania)[37], a Przejrzyste Światło jest już pierwszą fazą bardo dharmaty;
2. Przejrzyste Światło przechodzi w Zjednoczenie, tj. drugą fazę bardo dharmaty (Wylie: 'od gsal zung 'jug la thim pa);
3. Zjednoczenie przechodzi w Pierwotną Mądrość, tj. trzecią fazę bardo dharmaty (Wylie: zung 'jug ye shes la thim pa);
4. Pierwotna Mądrość przechodzi w Spontaniczną Obecność, tj. czwartą fazę bardo dharmaty (Wylie: ye shes lhun grub la thim pa).

Wspomniany „powrót” do dharmakai w dzogczen opisywany jest jako zrealizowanie stanu „pierwotnego buddy” Samantabhadry (Wylie: Kun-tu bzang-po), który posiada potrójną istotę rigpy (Esencję, Naturę i Współczucie) odpowiadającą „trzem ciałom Buddy”. Jako „zawsze młodzieńcza waza” (Wylie: Gzhon-Nu Bum-sku) ten pierwotny stan został „rozbity” by spontanicznie manifestować sansarę i nirwanę. Manifestacje te dokonały się w zależności czy doszło do powyższego sansarycznego trzykrotnego braku „samo-wyzwolenia” (potrójnej marigpy), czy do trzykrotnego powyższego nirwanicznego też spontanicznego „powrotu”. Bardo dharmaty natomiast jest spontanicznym stanem zarówno ze zwykłego naturalnego procesu umierania w sansarze, jak i z nirwanicznej praktyki tögal. Dzogczen jest więc „ścieżką samo-wyzwolenia” (Wylie: rang grol lam) czy to sansary, czy to nirwany, „spontanicznego powrotu”, tzw. „wielkiego jednoczesnego pojawiania się zjawisk sansary i nirwany”, w odróżnieniu od tantr jogi najwyższej jako jedynie „ścieżki transformacji” procesu tworzenia się sansary w odpowiadający jemu proces tantrycznego tworzenia się nirwany.

### Dzogczen a doktryny buddyjskie

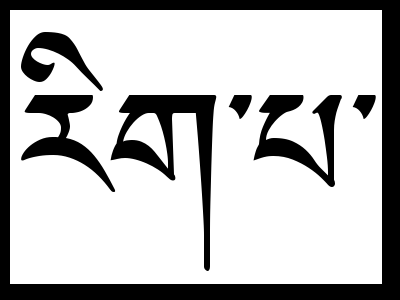
Tybetańska kaligrafia słowa rigpa.

Terminologia z tantr dzogczen użyteczna jest w celu rozwoju własnej osobistej praktyki. Nie kłóci się jednak z doktrynami buddyzmu mahajany, choć kierują się one tzw. „prawomocnym poznawaniem”, innymi słowy „logicznym dociekaniem”. Można wykazać, że jest ich dalszym rozwinięciem. Dziamgon Kongtrul Lodro Thaje w kompleksowej buddyjskiej „Skarbnicy Wiedzy Encyklopedycznej”, uwzględniającej wszystkie poglądy buddyzmu tybetańskiego, podkreśla pogląd dzogczen o trzech niewyzwoleniach (Wylie: ma rig pa) jako ostateczny, przedstawiając go na końcu encyklopedii, jako zwieńczenie.
W szczególności chodzi o następujące terminy:
Jogaczara „wnioskuje” że natura Buddy, ze wszystkimi doskonałymi cechami, jest wrodzona naturalnie wszystkim „czującym istotom”. Główny traktat jogaczary o naturze Buddy, „Mahayana Uttaratantra Shastra”, opisuje to następująco:
Doskonała kaja Buddy (sanskryt buddhakaya) jest wszystko obejmująca. (Owa) Takość jest poza wszelkimi podziałami. Wszystkie czujące istoty mają tę sposobność. Ponieważ one mają zawsze naturę Buddy. Budda powiedział: wszystkie istoty mają naturę Buddy „ze względu na obecność mądrości zawsze wrodzonej czującym istotom, ze względu na niesplamioną naturę poza dualizmem (subiekt-obiekt), ze względu na rezultat stanu Buddy
Zgodnie z jogaczarą „prawdę ostateczną”, poza dualizmem subiekt-obiekt, realizuje się w miarę tego jak stopniowo będzie się przekraczać osiem świadomości na odpowiadające im trzy ciała Buddy.
Jogaczara wyodrębnia (1) aspekt wyobrażony – odnoszący się do stanów konceptualnych przypisywanych na dualistyczne postrzeganie subiekt-obiekt, (2) aspekt zależny – odnoszący się do dualistycznej percepcji subiekt-obiekt, (3) aspekt doskonale obecny – odnoszący do natury buddy poza wszelkimi stanami dualistycznymi i konceptualnymi. W dzogczen też można wyodrębnić (1) marigpę (2) lhundrub (3) kadak. Te trzy aspekty nie są trzema oddzielnymi ontologicznymi „bytami”. Jogaczara naucza o aspekcie zależnym w dynamicznym procesie. Ma to status soteriologiczny. Poprzez aspekt zależny (2) jest kontynuacja z aspektu wyobrażonego (1) do aspektu doskonale obecnego poza wszelką iluzją (3). W dzogczen lhundrub (2) odpowiedzialny jest za kontynuację z marigpy (1) do kadak (2). Lhundrub (Wylie: Lhun-Grub) "spontanicznie zaistnieje" do marigpy (Wylie: ma rig pa) jako własna sansara, czyli czująca istota, lub do kadak (Wylie: ka dak) jako nieuwarunkowana nirwana, Samantabhadra. Tym niemniej w dzogczen w lhundrub nie ma stanów subiekt-obiekt. Tu nawet Samantabhadra "doświadcza" lhundrub, np. podczas bardo dharmaty, gdzie też są zjawiska, ale nie popada potem w marigpę lecz powraca do kadak.
Madhjamaka naucza o „pustości” siunjata wszelkich stanów jako niczym nieograniczoną współzależność zjawisk. Gdyby zjawiska były z niezależnymi i trwale wrodzonymi cechami, wszystko byłoby już ustalone i przeznaczone. Wszystkie „czujące istoty mają nieograniczone możliwości, aż do osiągnięcia stanu Buddy. Swatantrika rozpatruje przy tym kwestię użyteczności iluzji (sansary), tj. „prawdy konwencjonalnej”, użyteczności jedynie do czasu, aż w wyniku praktyki mahajany zostanie wszelka iluzja (niewiedza) przekroczona. Prasangika „wykazuje”, że ten całkowity wgląd we współzależność wszystkich zjawisk nie jest do uchwycenia w żadnym ze stanowisk konceptualnych.
Dzogczen nie można rozpatrywać oddzielnie od buddyzmu również dlatego, że zawiera lub odnosi się do tych samych podstawowych prawd, które najdobitniej przedstawiają, stosowane także dla dzogczen, wstępne nauki nyndro (Wylie: sngon 'gro):
1. kontemplacja o rzadkości własnego cennego ludzkiego życia umożliwiającego oświecenie (stan Buddy)
2. kontemplacja o nietrwałości (pāli: anicca) życia, szybko przemijającego, podczas którego należy zrealizować praktykę do oświecenia
3. kontemplacja o prawie karmy, które decyduje o przyszłych odrodzeniach (reinkarnacja) w sansarze
4. kontemplacja o wszechobecności cierpień (pāli: dukkha), którym będzie się nadal podlegać podczas kolejnych odrodzeń w sansarze, jeżeli nie zrealizuje się w tym życiu oświecenia[43].

### Dzogczen a inne tradycje praktyk

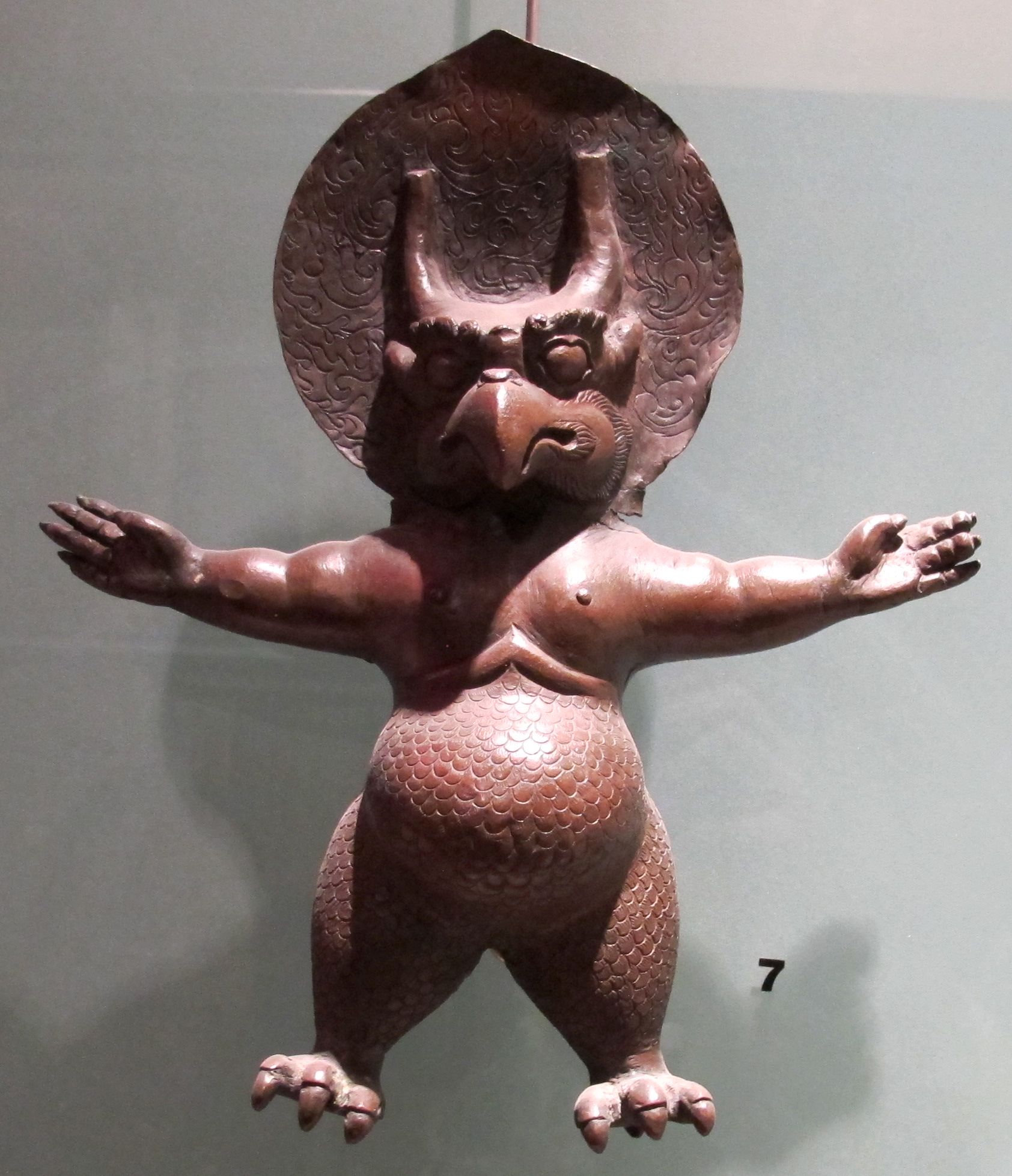
Posążek przedstawiający garudę. Pisklę mitycznej garudy ma wspaniałe skrzydła już w jaju, ale nie może latać póki się nie wykluje i w pełni wtedy zamanifestuje swoje możliwości w locie. Jest to symbolem potencjału dzogczen, np. zrealizowania tęczowego ciała.

Encyklopedia „Skarbnica Wiedzy” buddyzmu autorstwa Dziamgon Kongtrul Lodro Thaje definiuje, że w cyklu nintik bezpośrednie wprowadzenie zwane po tybetańsku rigpé tsel łang (Wylie: rig pa’i rtsal dbang) to inicjacja umożliwiająca praktyki tantryczne, takie jak tummo i tsalung charakterystyczne dla fazy spełniającej dzokrim tantr jogi najwyższej (pomimo że służą w dzogczen jako „pomoce” w „samo-wyzwoleniu”) oraz dodatkowo pozwalająca na wykonywanie trekciö i tögal.
Chińskie szkoły buddyzmu chan, koreańskie sŏn i japońskie zen choć również kultywują nauczanie o naturze umysłu, to jednak brak w nich tych metod charakterystycznych dla tantr jogi najwyższej. Nie można więc ich porównać do dzogczen. To samo dotyczy japońskiej tradycji wadżrajany shingon, posiadającej metody porównywalne jedynie dla niżej kwalifikowanych tantr krija, carja i joga.
Dla przykładu dzogczen, w odróżnieniu od owych tradycji praktyk, posiada metody na wzór tantr jogi najwyższej dla wyzwolenia naturalnego procesu umierania, stanu przejściowego bardo i po nim odrodzenia, w trzy ciała Buddy.
Ci spośród praktykujących dzogczen, którzy nie urzeczywistnili dharmakaji dzięki praktyce trekciö ze stanu procesu umierania, lub nie urzeczywistnili sambhogakaji na drodze praktyki tögal ze stanu pośredniego bardo dharmaty (Wylie: Chos-nyid Bar-do), mają możliwość osiągnięcia nirmanakaji ze stanu pośredniego bardo stawania się (Wylie: Srid-pa’i Bar-do) .
W chan, sŏn i zen kładzie się nacisk na podejście wrodzonego oświecenia, które jest obecne już wtedy, gdy praktykujący siedzi w zazen lub gdy zobaczy swoją własną oświeconą naturę w przełomowym zdarzeniu pod wpływem koanu. Przypuszczać należy jednak, czy takie subiektywne doznania, na sposób kategorii sutr, możliwe są do jakiegokolwiek zweryfikowania. W dzogczen natomiast od początku praktyki następuje bezpośrednie wprowadzenie w rigpę (Wylie: rig pa’i rtsal dbang) na sposób kategorii tantr. Jeśli się w pełni zintegruje z ową rigpą, przyniesie to możliwe do zweryfikowania przez innych oznaki ściśle określone w tantrach. Przykładowo, gdy praktykujący dzogczen podczas własnego naturalnego procesu umierania w stanie trekciö zrealizuje tzw. tęczowe ciało (Wylie: ‘Ja-lus), to pośród świateł tęcz jego własne ciało zniknie pozostawiając po sobie jedynie włosy i paznokcie.
Praktyki tantryczne dzogczen wybiegać mogą nawet poza metody tantr jogi najwyższej nie tylko ze względu na owe tęczowe ciało, ale i metody zwane Czterema Lampami (Wylie: sgron ma bzhi), począwszy od Pierwszej Lampy. Zwana ona jest „lampą dalece ogarniających oczów” (Wylie: rgyang zhags chu yi sgron ma), gdyż poprzez oczy dzięki tzw. kanałowi światła (Wylie: ‘od rtsa) praktykującemu tögal zaczynają się realizować „Cztery Wizje” (Wylie: snang ba bzhi). Ważne jest przy tym podkreślić, że tylko tantry dzogczen dotyczą poziomu spontanicznego zrealizowania (Wylie: Lhun-Grub) odpowiadającego bardo dharmaty (Wylie: Chosnyid bardo). Odróżnia to zasadniczo tantry dzogczen od innych tantr typu tantry jogi najwyższej.
Współczesne badania manuskryptów z Dunhuang z VIII w n.e. potwierdzają, że ówczesne teksty dzogczen i chan pochodzą z oddzielnych środowisk, mianowicie tantrycznego i mahajanistycznego sutr.

### Dzogczen a współczesne techniki medytacji
Współcześnie na Zachodzie ludzie do medytacji się zmuszają, jak do męczącego treningu lub terapii oczekującej szybkiego efektu typu relaks, albo powinności  w stylu medytacja mindfulness, bacznej wysiłkowej uwagi, obserwowaniem myśli aż same będą znikać i przerwy między nimi będą się przedłużać, lub innym unikaniem rozproszenia jednopunktowo-skupioną koncentracją, ale wszystko to jest całkiem czymś innym niż dzogczen. W dzogczen bycie w rigpie nie jest medytowaniem na coś, ale tylko przyzwyczajaniem, aż taka naturalność będzie w końcu ciągła bez żadnych przerw i aktywności. Niczym płynąć na niej bezwysiłkowo jakby była "wiatrem w żaglach". Jeśli potrafisz poprostu spoczywać w rigpie, nie jest potrzebna żadna już technika i uciekanie się do jakichkowiek metod nie ma sensu.
Tak jak opisują "Trzy Instrukcje Garaba Dordże" jeśli rozpozna się rigpę, to się to całkowicie wie i nie sposób tego pomylić, nigdy się do niej nie zniechęci. Chce się częściej i dłużej, by ze wszystkim zintegrować, choć na początku łatwo z niej "wypadać" a bardzo trudno "wpadać". Ogólnie, do jakiejkolwiek medytacji winno podchodzić się radością. Inaczej znaczy, że jest coś nie tak. Jednak dzogczen jest daleko więcej. Tak jak różnica pomiędzy przykładowym wnętrzem klatki ptaszka, który w niej był od wyklucia, a szokującym bezmiarem nieba, kiedy on uciekł w końcu na wolność. 
W dzogczen stosuje się wprowadzenie w rigpę przez mistrza dzogczen oraz jest wiele metod i nauk jak pierwszy raz rozpoznać rigpę oraz jak później powracać do niej, jak coraz mniej "wypadać", jak coraz częściej i łatwiej "wpadać". Kompleksowych nauk, że może być w praktyce też proces śmierci, stan bardo a potem odrodzenie. Pomijając istnienie tych przyszłych stanów nie będzie prawdziwego postępu w trekciö i tögal.
Tym niemniej, można całe życie próbować dzogczen i nie rozpoznać jeszcze rigpy. Nie jest to więc tradycja, że nic nie trzeba robić i od razu jest się "oświeconym".  Należy podkreślić, że w dzogczen rozpoznanie rigpy to nie wszystko. Trzeba zaczać praktykować, tj. umieć do niej powracać w trekciö lub tögal, by pojawiły się rezultaty ściśle opisane w tantrach dzogczen..

### Dzogczen a mechanika kwantowa

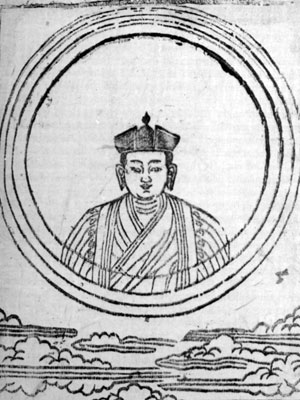
Obrazek przedstawiający tikle (Wylie: thig le) z wizerunkiem Karmapy Rangdziung Dordże (Wylie: rang byung rdo rje; 1284-1339). Tikle jest symbolem kompletności w dzogczen i przedstawia pojedynczą totalną sferę świateł tögalu.

Dzogczen można próbować rozumieć z perspektywy mechaniki kwantowej. Mechanika kwantowa jest obecnie najbardziej precyzyjną nauką, której zasady pozwalają obliczać zachowania cząstek elementarnych i świata składającego się z nich. W mechanice tej dekoherencja środowiskowa zakłada oddziaływanie obiektu ze środowiskiem w sposób nieodwracalny eliminujące superpozycje. Stan kwantowy jest stanem niezdeterminowanej superpozycji i zgodnie z wynikami badań nie ma żadnych cząstek elementarnych, ani innych obiektów składających się z nich, póki nie nastąpi jego kolaps (pomiar) eliminujący superpozycję. Obecnie mechanikę kwantową stosuje się w urządzeniach masowego użytku, typu komputery i lasery napędów optycznych i w nowych przełomowych doświadczeniach, np. kwantowej teleportacji na duże odległości przy pomocy splątania kwantowego.
W dzogczen natomiast rozpoznanie pierwotnej czystości (Wylie: Ka-dak) i spontanicznego urzeczywistnienia (Wylie: Lhun-Grub) wszelkich zjawisk jest możliwe za życia praktykującego podczas praktyk tögal (Wylie: thod-rgal). „Cztery Wizje” (Wylie: snang ba bzhi) z tych praktyk nie są w żaden sposób zdeterminowane dopóki Umysł (Wylie: Sems) nie dokona przekształceń ich jako dualistycznie oddzielonych od niego form z pięciu żywiołów (tj. przestrzeni, wiatru, ognia, wody, ziemi).
Sogjal Rinpocze w „Tybetańskiej księdze życia i umierania” opisuje:
„Pojawienie się Jasności Podstawy (na końcu procesu umierania) jest jak przejrzystość nieba przed świtem... teraz, stopniowo, zaczyna się wyłaniać w całym przepychu „słońce” dharmaty (bardo dharmaty), oświetlając kontury pejzażu... „Spontanicznie urzeczywistnia się”, wybuchając energią i światłem, naturalna promienność rigpy. W rzeczywistości zachodzi tu proces odsłonięcia, podczas którego stopniowo ujawnia się Umysł. Wiele dają tu do myślenia odkrycia współczesnej fizyki, według której materia jawi się jako ocean energii i światła... wszelka materia to kondensacja światła... stwierdza David Bohm (1917 – 1992; amerykański naukowiec zajmujący się mechaniką kwantową i filozofią fizyki).
Ów umysł (Wylie: sems), czyli indywidualna sansara, powstaje dopiero podczas ostatniego trzeciego braku samo-wyzwolenia (Wylie: ma rig pa). Donald D. Hoffman, profesor psychologii poznawczej i twórca matematycznie udowadnialnego „realizmu świadomościowego” (ang. conscious realism), wtóruje fizykowi teoretycznemu Nima Arkani-Hamed: niemalże wszyscy z nas (naukowców) jesteśmy zgodni, czasoprzestrzeń jest już obalona naukowo, trzeba odkryć coś bardziej fundamentalnego. Istnieją wypowiedzi, że „Cztery Wizje” tögalu odpowiadają kompleksowo nie tylko zaledwie odkryciom mechaniki kwantowej, ale i innym powiązanym naukom, np. najnowszym teoriom na temat cykli rozwoju wszechświata (począwszy od tzw. Wielkiego Wybuchu), czy na temat cykli życia na ziemi.
„Cztery Wizje” tögalu tradycyjnie przez mistrzów dzogczen są uważane za najświętsze instrukcje i są udzielane przez nich tylko dla najbardziej zaawansowanych praktykujących. Pomimo że można odnaleźć opisy i ilustracje „wizji” w publikowanych obecnie książkach, „jednak bez stabilnego doświadczenia trekciö (z wcześniejszego etapu dzogczen, który zaczyna się od rozpoznania rigpy), nie można uprawiać medytacji tögalu. Jeśli ktoś medytuje na zaledwie światła, to będzie po prostu tworzył kolejny obiekt do uchwycenia (dualistycznego Umysłu „subiekt-obiekt”)”.

## Zasady etyczne w dzogczen
Encyklopedia „Skarbnica Wiedzy” buddyzmu autorstwa Dziamgon Kongtrul Lodro Thaje podaje dwa rodzaje zasad etycznych „w atijodze, systemie dzogczen”:
1. ogólne zasady, które odnoszą się do nie podlegania niewłaściwym czynom ciała, mowy i umysłu (tj. dziesięciu złym uczynkom według buddyzmu), na zewnętrznym, wewnętrznym i sekretnym poziomie (w sumie dwadzieścia siedem zasad).
2. wyjątkowe zasady, które odnoszą się do utrzymywania trekciö i tögal:
  1. W trekciö jest podwójna zasada by utrzymywać samo-wyzwolenie w pierwotnej czystości (Wylie: Ka-dak): dla siebie, dla zjawisk bez popadania w uchwycenie obserwatora (tj. w dualistyczny Umysł „subiekt-obiekt”).
  2. W tögal jest podwójna zasada by utrzymywać spontaniczne zrealizowanie (Wylie: Lhun-Grub): dla kontynuacji „Czterech Wizji”, dla dotarcia w wyczerpanie wszystkich manifestacji (ukończenie „Czterech Wizji”).